# Erebostrota

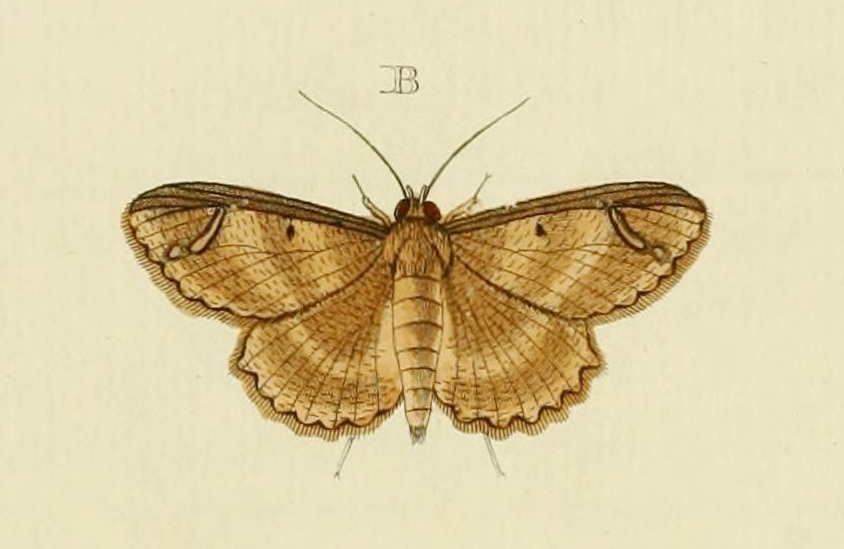
Erebostrota stenelea

Erebostrota is een geslacht van vlinders van de familie spinneruilen (Erebidae), uit de onderfamilie Calpinae.

## Soorten
- E. albipicta Schaus, 1914
- E. amans Walker, 1858
- E. calais Schaus, 1914
- E. ochra Dognin, 1912
- E. stenelea Stoll, 1780